# Feel (Band)
Feel ist eine polnische Band.
Gegründet wurde Feel im Mai 2005 in Katowice auf Initiative von Piotr Kupicha. Ursprünglich hieß die Gruppe Q2, später Q3, die Zahl erhöhte sich je nachdem wie viele Musiker in der Band spielten und dann Kupicha Band. Schließlich nannten sich die Musiker Feel. Bei dem Musikfestival Sopot Festival gewann Feel 2007 sowohl den Hauptpreis als auch den Publikumspreis. Nach dem Festival wurde behauptet, dass das Lied A gdy jest już ciemno ein Plagiat des Lieds Coming Around Again von Carly Simon wäre. Die Gerüchte bestätigten sich nicht.
Am 26. Oktober 2007 erschien das Debütalbum der Band, benannt wie die Gruppe selbst Feel. Am 8. Juni 2009 erschien das zweite Album der Band mit dem Namen Feel 2. Am 18. Oktober 2011 erschien das dritte Studioalbum mit dem Titel Feel 3.
Fünf Jahre später am 25. November 2016 erschien das The Best Album der Band.
Wiederum sechs Jahre und elf Jahre nach dem dritten Album, erschien am 23. September 2022 das fünfte Studioalbum der band mit dem Titel Feel 5.

## Diskografie

### Alben
| Jahr | Titel         | Höchstplatzierung, Gesamtwochen, AuszeichnungChartsChartplatzierungen (Jahr, Titel, Platzierungen, Wochen, Auszeichnungen, Anmerkungen) | Anmerkungen                                                |
| Jahr | Titel         | PL | Anmerkungen                                                |
| ---- | ------------- | --- | ---------------------------------------------------------- |
| 2007 | Feel          | PL1 Diamant · (87 Wo.)PL | Erstveröffentlichung: 26. Oktober 2007 Verkäufe: + 150.000 |
| 2009 | Feel 2        | PL1 Platin · (20 Wo.)PL | Erstveröffentlichung: 8. Juni 2009 Verkäufe: + 30.000      |
| 2011 | Feel 3        | PL13 Gold · (3 Wo.)PL | Erstveröffentlichung: 18. Oktober 2011 Verkäufe: + 15.000  |
| 2016 | Feel The Best | — | Erstveröffentlichung: 25. November 2016                    |
| 2022 | Feel 5        | — | Erstveröffentlichung: 23. September 2022                   |

### Singles
- 2017: Gotowi na wszystko (feat. Lanberry, PL: Platin)